# サンゴバン
サンゴバン（フランス語: Saint-Gobain S.A.、Euronext: SGO ）は、フランス・パリ近郊のラ・デファンスに本社を置き、各種建築材料や高機能材料を製造する多国籍企業。建材ではアルセロール・ミッタルについで石膏生産高が高い。高機能材料では放射線検出器の重要な部品プラスチックシンチレータで世界的シェアを誇る。ユーロネクスト・パリに上場しており、CAC 40の構成銘柄の一つとなっている。

## 歴史
1665年、ルイ14世の治世に国策会社としてパリで創業、創業当初は鏡を製造していた。スペイン継承戦争のときにスイス銀行による救済を受けたが、ロレーヌ地域圏の経済史に刻まれることになった。フランス革命によるユダヤ人解放により、ストラスブール資本の流入が必至となった。20世紀初頭には国際金融市場の発展にともない、海外へ積極的に進出した。その目的で、1904年に結成された7カ国間の板ガラスカルテルに加入していた。戦間期の潮流にあっては自動車の窓ガラスを製造した。第二次世界大戦中は参戦国がウランを求め、鉱業目的の地質調査が地の果てまで及んだ。結果として戦後はウランと貴金属を主眼に鉱業が躍進をとげ、同時にガラスの原料となる非金属も生産量を著しく増やした。国際金融市場が情報革命を本格化させる1968年、ライバル企業のBSN からパリバやラザードなどを後ろ盾に敵対的買収を仕掛けられた。ポンタ＝ムッソンとの合併により買収を免れ（ポンタ＝ムッソン#鉄鋼業を参照のこと）、やがて光ファイバーの時代がやってきて脚光を浴びた。

### 1665年 - 1789年
サンゴバンの前身である Manufacture royale de glaces de miroirs は、フランスの財務総監ジャン＝バティスト・コルベールの唱える重商主義に沿って創設された。コルベールの方針は何よりもまず、王ルイ14世と国家の栄光を保つため、王国の経済と財政を立て直すことであった。彼の経済財政政策は、フランスがヨーロッパの他の重商国家と対向できるようにするため、戦略的産業を強く生産的に育成することを指向していた。
17世紀中ごろ以降、絹織物、レース、鏡といった贅沢品の需要が高まっていた。1660年代には、上流階級の間で鏡の人気が非常に高くなった。イタリア製飾り棚、舞踏室、城、豪華なサイドテーブルやピアーテーブルは、この高価で贅沢な製品で飾られた。しかし当時フランスでは、鏡の製造技術が未熟だった。当時、ガラス製造といえばヴェネツィアが世界をリードしていた（ヴェネツィアン・グラス）。
17世紀初頭から、ヴェネツィアはガラスおよび鏡の市場を技術的にも経済的にも独占し、高品質の製品を生み出していた。コルベールはフランス国内の贅沢品の需要を国内で賄いたいと考えていた。さらに彼は贅沢品市場が国家経済の強化に繋がる可能性を認めていた。そこで彼はガラスおよび鏡の製造を行う公共企業 Manufacture royale de glaces de miroirs を1665年10月に創設した。この企業は資本家でオルレアンの徴税権保持者でもある Nicolas du Noyer に20年間の独占権を与えるものだったため、非公式に Compagnie du Noyer とも呼ばれ、国家がその資金の一部を提供した。
イタリアの鏡産業と対抗するため、コルベールはヴェネツィア出身の職人を集め Manufacture royale de glaces de miroirs で働かせた。間もなくフランスで製造した鏡はヴェネツィアの製品と対抗できるようになった。フランスで製造した鏡は長さが1m強で、当時としては印象的な大きさだった。フランスとヴェネツィアの競争は熾烈を極め、ヴェネツィアではガラス職人が余所の土地、特に外国に移ってガラス製造を営むのは犯罪とみなすようになった。
約20年後の1683年、同社は国との契約をさらに20年間延長した。しかし1688年、Compagnie Thévart が国の財政支援を受けて創業し、Compagnie du Noyer の独占状態は23年で終わりを迎えた。Compagnie Thévart も鏡とガラスを製造する企業であり、新たな製法を使って1.5m以上の長さで幅が1m程度の板ガラスを製造できた。これは Compagnie du Noyer の1mのガラスよりも大きい。
約7年間、両社は熾烈な競争を繰り広げたが、1695年に景気が悪化し、両社の技術的および経済的競争は逆効果となった。国の命令によって両社は合併することになり、Compagnie Plastier となった。
1702年、Compagnie Plastier はたった7年で倒産した。1695年の合併は、もともと財政状態の悪化した2社を合併させたもので、両社を救済できなかった。しかし、フランス系スイス人プロテスタントの銀行家が救済の手を差し伸べ、会社を救った。社名を再び変更して Compagnie Dagincourt として再出発することになった。
スイスの銀行家の庇護の下で、Compagnie Dagincourt はフランス王室から特許権を得て、他の企業から時に激しい抗議があったにもかかわらず、フランス革命までガラス製造を独占し続けた。

### 1789年 - 1910年
1789年、フランス革命が勃発し、Compagnie Dagincourt に与えられていた独占権は無効となった。同社は部分的にフランス国家の制御下にとどまったが、個人投資家の資本参加が必須な状況となった。
産業革命において同社は環境の変化に直面した。創業当時から、同社はフランスでの独占の恩恵を受け、技術的にもヨーロッパで対抗できる企業はほとんどなかった。1820年代、相変わらずアンシャン・レジームのころと同様の体質で、贅沢品市場向けの高品質な鏡とガラスを生産していた。1824年、フランスアリエ県のコマントリで新たなガラス製造業者が創業。ある程度の品質の鏡とガラスはもはや贅沢品ではなく、庶民が入手できるものになった。サンゴバンはガラスと鏡の産業としての未来は大衆化にあることを認識し、特に低い品質の鏡やガラスが建設業で大量の需要があり、大きな成長が見込めることがわかった。同社は戦略を見直し、低品質のガラスや鏡を製品系列に加えるようになった。
サンゴバンの戦略が変化したころ、その法的状態と財政状態も変化した。1830年、ルイ・フィリップが新たに王となったころ、サンゴバンは Public Limited Company となった。Compaigne de Glace はとうとう国家から完全に独立したのである。
1830年以降、サンゴバン社内の変化は会社機能の単なる調整以上のものだった。成長する世界経済に適応するための抜本的改革が行われた。1850年から1870年にかけて、世界の鏡製造量は毎年9%ずつ増加していった。工業化された都市の中心部は急激に成長・拡大し、建築革命をもたらした。集合住宅では、狭い室内を広く感じさせるために鏡を使った。1850年代から1860年代には、通りに面した店舗が大きなガラスを使ったショーウィンドウを採用し始めた。
鏡が主要な事業だったが、サンゴバンは製品ラインを拡大していった。天窓などの建築用ガラス、厚い鏡、窓ガラスなどである。これらの製品は鉄枠とともに19世紀後半の装飾を形成した。このころサンゴバンの製品を使った有名な建築物としては、ロンドンの水晶宮、パリ植物園、グラン・パレ、プティ・パレ、ミラノ中央駅、フィラデルフィアやシドニーやニューヨーク等々の建築などがある。
品揃えを変えるだけでなく、サンゴバンはフランス国内の同業他社 Saint-Quirin との合併によって事業環境を変えようとした。19世紀中ごろにはベルギーやイギリスの企業との競争が激しくなったため、競合していた両社が合併して対抗することを決断したのである。合併後のサンゴバンはヨーロッパのガラスおよび鏡市場の25%を占めるようになった（合併前はそれぞれ10%と15%）。
海外企業との競争は激化していった。ベルギーやイギリスに加えて、ドイツやアメリカも市場に参入してきた。サンゴバンは国内の業者が育っていない国に積極的に工場を進出させていった。
20世紀初頭、サンゴバンは反射望遠鏡の鏡用のガラス（ミラーブランク）を製造した。当時としては世界最大級の望遠鏡用のガラスである。例えば、ウィルソン山天文台（アメリカ）のヘール望遠鏡（60インチ、1908年）とフッカー望遠鏡（100インチ、1917年）、ドミニオン天体物理天文台（カナダ、ドミニオン天文台の後継）のプラスケット望遠鏡（72インチ、1918年）などである。

### 1910年 - 1950年
産業革命後、ガラス産業にも技術革新が起こった。史上初めて、窓ガラスも鏡も印刷されたガラスも同じ製法で製造できるようになったのである。サンゴバンはその技術革新の価値を理解し、研究と特許取得のための資金をかき集めた。
技術革新の1つは Chance Process である。従来、板ガラスを作るにはテーブル上に溶けたガラスを注いで均していたが、新製法では2つのローラーの間に溶けたガラスを通して薄く均一なガラスを形成する。それまでの板ガラスよりもずっと均一になり、研磨にかかる時間も大幅に削減できる。
サンゴバンはその後30年間に渡って、主に建築用窓ガラスで大成功を収めた。サンゴバンは徐々に製品戦略を拡大していき、1918年には壜、広口瓶、食器、家庭用ガラス器の製造を開始した。
1920年、サンゴバンは再び事業を拡大したが、今回は伝統的な窓ガラスやガラス器とは異なるグラスファイバーの製造だった。グラスファイバーは断熱材、産業用布、建築強化材の原料として使われていた。1937年、グラスファイバーの断熱材の製造に特化した子会社 Isover を創設。70年後も Isover はサンゴバン傘下でグラスファイバー断熱材のメーカーとして事業を続けている。
サンゴバンは社会にも影響を与えるような新たなガラス製法をいくつか開発した。自動車の窓ガラスをコーティングする技法は、事故の際に窓ガラスが粉砕して飛び散るのを防ぐことができる。この開発により、1920年には自動車向けガラスの売り上げは全体の10%だったが、1930年には28%を占めるようになった。
数年後、ガラスを自由に形成し曲げることができる技法を開発した。これも自動車用の窓ガラスなどの用途に活用され、ウィンドウを丸く形成できるようになったため、自動車のデザインにも影響を与えた。
さらに、ガラスをアルミニウムでコーティングする製法を開発した。これによってガラスを電導体として使えるようになった。

### 1950年 - 1998年
1950年から1969年にかけて、サンゴバンは毎年10%ずつ売り上げが増加した。1950年には3万5千人だった従業員が1969年には10万人に達した。1960年代末には150以上の子会社を抱えるようになっていた。
第二次世界大戦後の建設ブームと消費拡大により、ガラスやグラスファイバーの製造で大きな利益を上げた。サンゴバンのガラスは自動車から建築物まで様々な場所で使われ、年間生産量は1950年に350万m2だったものが1969年には4500万m2となった。グラスファイバーは1950年には全売り上げの4%だったものが、1969年には20%を占めるようになった。
フランス国内の売り上げはサンゴバン全体の5分の1に過ぎず、スペイン、ドイツ、スイス、ベルギーも重要な市場となっていた。
1968年、フランスの企業グループ Boussois-Souchon-Neuvesel（現・ダノン）が、パリバとラザード、さらにNeuflize Schlumberger Mallet（現・ABNアムロ銀行）の協力を得て、サンゴバンに対し敵対的買収をしかけた。サンゴバンは即座にホワイトナイトとなってくれる企業を探した。スエズ社は、サンゴバンと Pont-à-Mousson が合併すればBSNが手出しできなくなるだろうと助言した。
1971年に合併して Saint-Gobain-Pont-à-Mousson となったが、後に単にサンゴバンとなり、ガラスやグラスファイバー以外にパイプを製造するようになった。
1970年代はオイルショックによって西側経済が停滞した。サンゴバンの業績も低迷し、リストラを迫られた。
1981年、社会党のフランソワ・ミッテランが大統領となり、主要企業の国有化を進めた。サンゴバンも1982年2月に国家の統制下に入った。ミッテラン大統領のときにロスチャイルドへ接近し、経営主体性を維持した。すなわち1983年にジェネラル・デ・ゾー（現ヴィヴェンディ株）を33％保有していると公表し、また5年後には主要土建子会社（Société Générale d'Entereprise）をデ・ゾーに売却している。サンゴバンの国有体制は長く続かず、1987年には国有でなくなった。

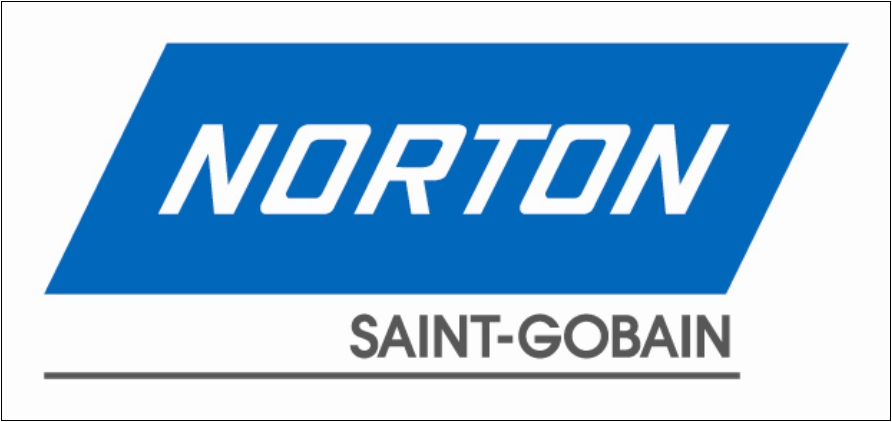
ノートンのロゴ。

国有でなくなったサンゴバンでは、技術畑出身の Jean-Louis Beffa がCEOに就任し、10年をかけて組織再編を行い、特に高機能材料の開発を強力に推進していった。将来の成長が見込める研磨剤やセラミックスといった市場への進出を推し進めた。
同時に国際的な拡大も継続し、単に海外に工場を設置するだけでなく、海外の競合企業の買収も行った。1990年にアメリカの大手研磨材メーカー、ノートン(Norton Abrasives)を買収する。1996年には、フランスの建材流通業の大手 Poliet を買収し、事業構成が大きく変化した。

## 現状
サンゴバンは近年、いくつかの企業を買収している。2005年12月、イギリスの BPB plc（世界最大の石膏ボード製造業者）を67億米ドルで買収した。2007年8月Maxitを買収し、建築用モルタル事業の規模を2倍にした。
また、戦略的に重要でないとした事業を売却している。例えば、化粧品用ガラスびん製造事業をジョージア州の工場と共に売却した。この事業は例えばニュージャージー州にある Wheaton Glass などと競合している。また、日本においてはセントラル硝子と業務提携をしている。また、日仏合弁による実質上の日本法人であるサンゴバン・ティーエムは日本電気硝子との合弁であり、当初、電気管を製造するメーカーとして設立された。
2007年11月、欧州委員会は、旭硝子・Guardian Industries・ピルキントン・サンゴバンの4社が2004年から2005年にかけて欧州経済領域で建築用板ガラスの価格操作を行ったとして、総額4億8690万ユーロの制裁金支払いを命じた。サンゴバンは1億3330万ユーロであった。翌年11月、欧州委員会はサンゴバン・旭硝子・ピルキントン・ソリヴェール（Soliver, ベルギー国籍）のカルテルに制裁金を課した。中核のサンゴバンに課された金額は、前年4社総額の倍に近い8億8000万ユーロであった。旭硝子は内部告発により免除された。2014年になってサンゴバンは1億6500万ユーロの減免を勝ち取った。

### 財務データ

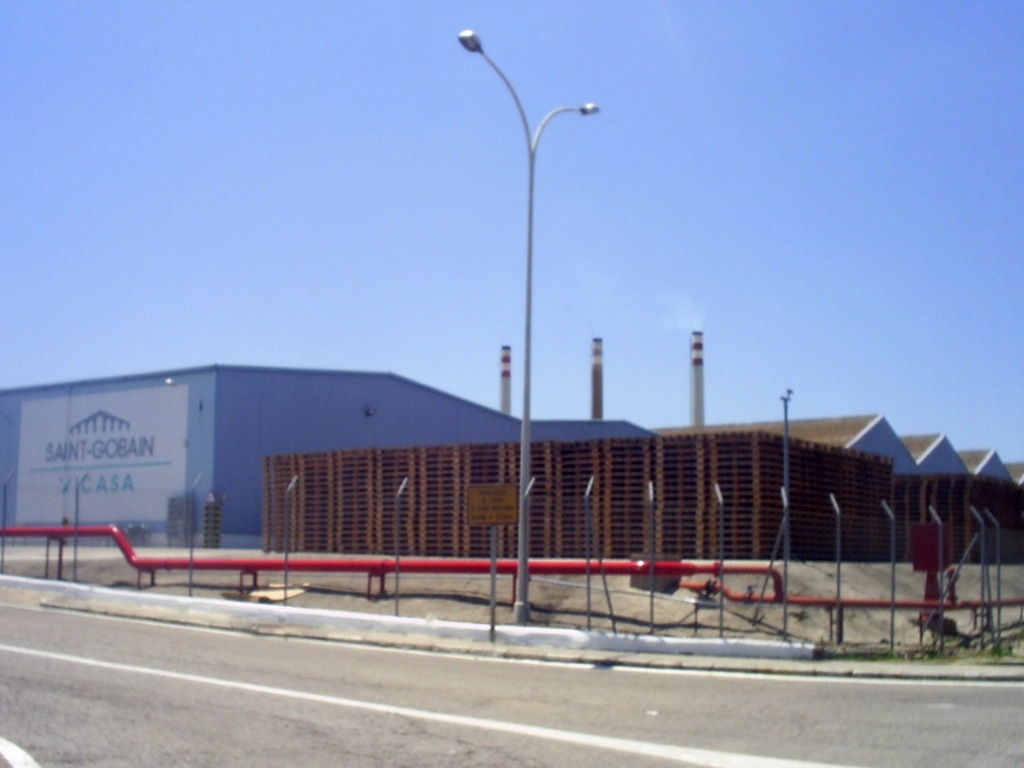
サンゴバンのシェリー瓶製造工場。スペインのアンダルシア州、ヘレス・デ・ラ・フロンテーラにある。

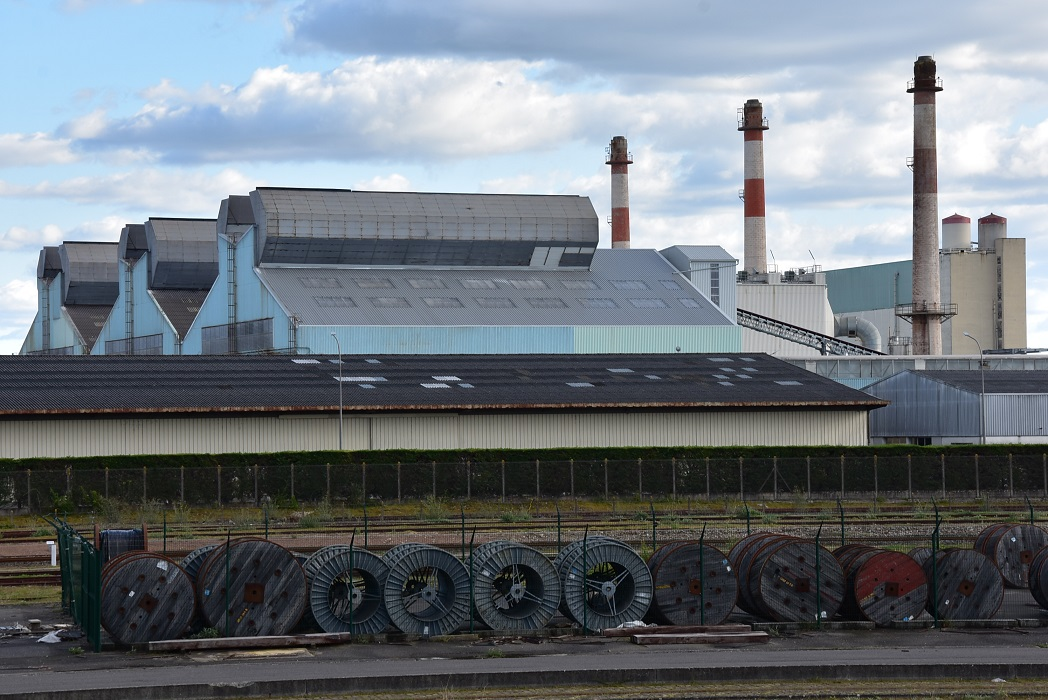
フランス、コニャックの瓶詰め工場

| 年度     | 2000    | 2001    | 2002    | 2003    | 2004    | 2005    | 2006    |
| -------- | ------- | ------- | ------- | ------- | ------- | ------- | ------- |
| 売上高   | 28 815  | 30 390  | 30 274  | 29 590  | 32 025  | 35 110  | 41 596  |
| EBITDA   | 4 194   | 4 317   | 4 185   | 3 800   | 4 086   | 3 903   | 5 431   |
| 純利益   | 1 517   | 1 134   | 1 040   | 1 039   | 1 112   | 1 294   | 1 637   |
| 債務     | 8 217   | 8 614   | 7 012   | 5 657   | 5 566   | 12 850  | 11 599  |
| 従業員数 | 171 125 | 173 329 | 172 357 | 172 811 | 181 228 | 199 630 | 206 839 |

### 事業

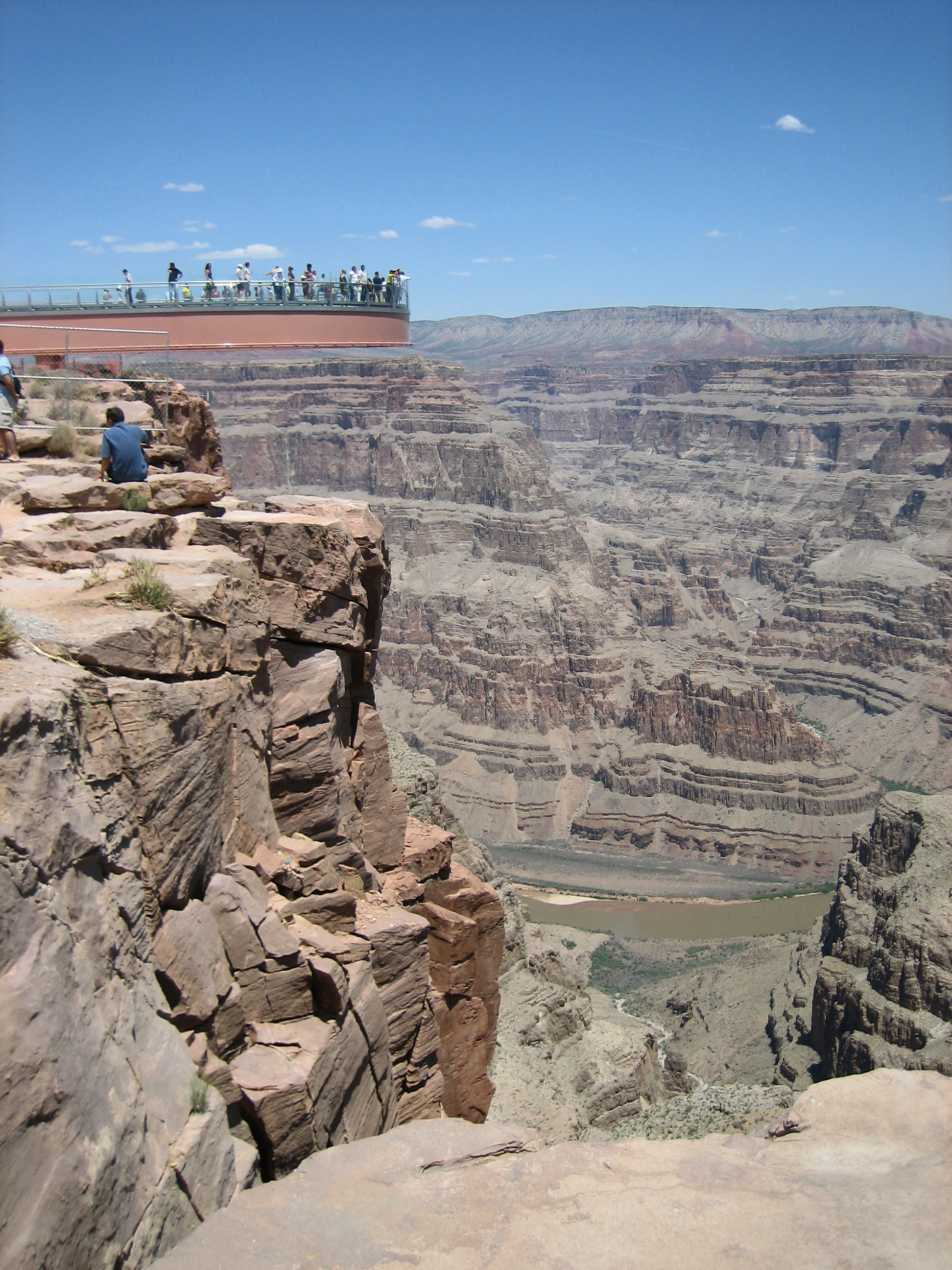
グランドキャニオン・スカイウォークはサンゴバン製のガラスを使っている。Keith Shimada 撮影

サンゴバンの事業は次の5部門に分かれている。
建材流通
1996年に事業を開始。当初フランス国内だけだったが、イギリス、ドイツ、オランダ、東欧、北欧で次々と企業を買収して事業拡大していった。24カ国に約4000の店舗を構えている。
建築用製品
音や熱を遮断する建材、外装用コーティング材、屋根葺き材、パイプなど各種建材を製造・販売している。
板ガラス
39カ国で板ガラスの製造・販売をしており、特に成長の著しい国を重点地域とし、3分の1はそういった地域で売り上げている。撥水ガラス、エレクトロクロミズムを応用したガラス、低反射ガラス、調光ガラス、太陽光発電用ガラスなども製造・販売している。
高機能材料
高機能材料部門の研究センターは、フランスのカヴァイヨン、アメリカのNorthborough、中国の上海市にある。研究センターの現在の主なテーマは、燃料電池と粒子フィルタである。最近では特にエネルギー資源、環境、医療といった分野で成長している。高機能材料部門の売り上げの少なくとも30%は新製品によるものである。セラミックス、粉末、クリスタル、機能樹脂、研磨剤、繊維関連などの製品を製造・販売している。
容器部門
食品や飲料のためのガラスびんを製造している。世界中の2万人の従業員が従事している。